# 내셔널 어뮤즈먼트
내셔널 어뮤즈먼트 주식회사(National Amusements, Inc.)는 미국의 미디어 대기업이다. 파라마운트 글로벌의 모회사이자 미국과 영국, 라틴아메리카에서 1500개 이상의 상영관을 보유한 영화관 운영사이다.

## 역사
내셔널 어뮤즈먼트는 마이클 레드스톤이 1936년 보스턴의 교외인 데덤에서 창립되었다. 1959년 창업자의 아들 섬너 레드스톤이 경영에 참여해 사명을 지금의 이름으로 변경했다.
1986년 바이어컴을 인수했다. 바이어컴은 CBS의 신디케이트를 담당하던 자회사로, 1971년 CBS에서 분리된 후 MTV등 유선 방송 시장에 진출한 상태였다. 내셔널 어뮤즈먼트는 1989년 파라마운트 픽쳐스등 80년대와 90년대에 걸쳐 여러 미디어 기업들을 인수한다. 1999년 CBS를 인수했지만 광고 시장의 침체와 내부 갈등, 니플게이트등의 이유로 2006년 CBS와 바이어컴으로 다시 분리된다.
2019년 두 회사는 바이어컴CBS로 다시 합병하고 2022년 파라마운트 글로벌로 사명을 변경한다.

## 같이 보기
- 바이어컴CBS